# نیکی استیونس
نیکی استیونس (به انگلیسی: Nicky Stevens) (زاده ۳ دسامبر ۱۹۴۹) خوانندهٔ انگلیسی است.
او عضو گروه برادرهود آف من است.